# برچوود ویلیج (مینه‌سوتا)
برچوود ویلیج، مینه‌سوتا (به انگلیسی: Birchwood Village, Minnesota) یک شهر در ایالات متحده آمریکا است که در مینه‌سوتا واقع شده‌است.

## خصوصیات
برچوود ویلیج ۰٫۸۸ کیلومترمربع مساحت و ۸۷۰ نفر جمعیت دارد.